# Eudicella tetraspilota
Eudicella tetraspilota är en skalbaggsart som beskrevs av Edgar von Harold 1879. Eudicella tetraspilota ingår i släktet Eudicella och familjen Cetoniidae. Utöver nominatformen finns också underarten E. t. euthalia.

## Bildgalleri

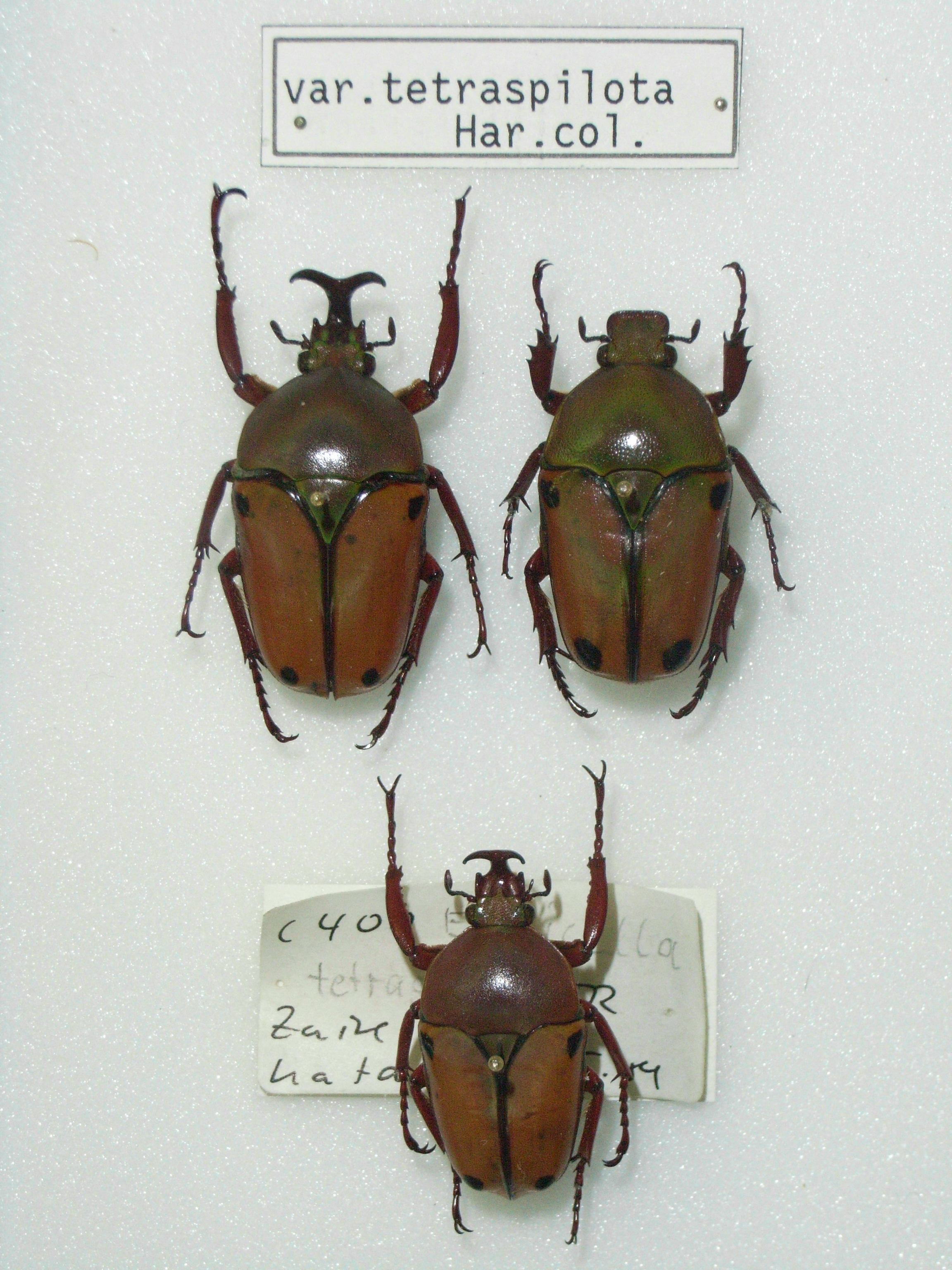